# Lista de deputados estaduais do Rio Grande do Sul da 55.ª legislatura
Esta é uma lista de deputados estaduais do Rio Grande do Sul da 55ª legislatura, eleitos em 7 de outubro de 2018.

## Composição das bancadas
| Partido       | Líder                       | Bancada | Posição      |
| ------------- | --------------------------- | ------- | ------------ |
| MDB           | Gabriel Souza               | 8 / 55  | Governo      |
| PT            | Luiz Fernando Mainardi      | 8 / 55  | Oposição     |
| PP            | Frederico Antunes           | 6 / 55  | Governo      |
| PTB           | Aloísio Classmann           | 5 / 55  | Governo      |
| PDT           | Juliana Brizola             | 4 / 55  | Oposição     |
| PSL           | Ruy Irigaray                | 4 / 55  | Independente |
| PSDB          | Mateus Wesp                 | 4 / 55  | Governo      |
| PSB           | Elton Weber                 | 3 / 55  | Governo      |
| DEM           | Eric Lins                   | 2 / 55  | Independente |
| NOVO          | Fábio Ostermann             | 2 / 55  | Independente |
| Republicanos  | Sergio Peres                | 2 / 55  | Governo      |
| PL            | Paparico Bacchi             | 2 / 55  | Governo      |
| PSOL          | Luciana Genro               | 1 / 55  | Oposição     |
| PROS          | Rodrigo Maroni              | 1 / 55  | Governo      |
| Solidariedade | Neri Andrade Pereira Júnior | 1 / 55  | Governo      |
| PSD           | Gaúcho da Geral             | 1 / 55  | Independente |
| Cidadania     | Any Ortiz                   | 1 / 55  | Governo      |

## Deputados Estaduais
| Nome                        | Partido       | Coligação proporcional   | Votos nominais  |
| --------------------------- | ------------- | ------------------------ | --------------- |
| Tenente Coronel Zucco       | PSL           | PSL / DEM                | 166.747 (2,88%) |
| Ruy Irigaray                | PSL           | PSL / DEM                | 102.117 (1,76%) |
| Any Ortiz                   | Cidadania     | PSDB / PPS / PHS / REDE  | 94.904 (1,64%)  |
| Edegar Pretto               | PT            | PT                       | 91.471 (1,58%)  |
| Luciana Genro               | PSOL          | PSOL / PCB               | 73.865 (1,28%)  |
| Sergio Peres                | Republicanos  | PRB                      | 72.167 (1,25%)  |
| Ernani Polo                 | PP            | PP / PTB                 | 67.248 (1,16%)  |
| Valdeci Oliveira            | PT            | PT                       | 57.840 (1,00%)  |
| Luís Augusto Lara           | PTB           | PP / PTB                 | 56.396 (0,97%)  |
| Elton Weber                 | PSB           | PSB                      | 55.645 (0,96%)  |
| Gabriel Souza               | MDB           | MDB                      | 52.953 (0,91)   |
| Sérgio Turra                | PP            | PP / PTB                 | 52.668 (0,91%)  |
| Eduardo Loureiro            | PDT           | PDT / PMB                | 50.056 (0,86)   |
| Jeferson Oliveira Fernandes | PT            | PT                       | 49.809 (0,86)   |
| Fábio Ostermann             | NOVO          | NOVO                     | 48.897 (0,84%)  |
| Tiago Simon                 | MDB           | MDB                      | 45.792 (0,79%)  |
| Adolfo Brito                | PP            | PP / PTB                 | 44.966 (0,78%)  |
| Kelly Moraes                | PTB           | PP / PTB                 | 44.755 (0,77%)  |
| Juliana Brizola             | PDT           | PDT / PMB                | 43.822 (0,76%)  |
| Gaúcho da Geral             | PSD           | PSD / PATRI / PR         | 43.012 (0,74%)  |
| Luiz Fernando Mainardi      | PT            | PT                       | 41.450 (0,72%)  |
| Franciane Bayer             | PSB           | PSB                      | 40.317 (0,70%)  |
| Pepe Vargas                 | PT            | PT                       | 38.798 (0,67%)  |
| Aloísio Classmann           | PTB           | PP / PTB                 | 37.920 (0,66%)  |
| Dirceu Franciscon           | PTB           | PP / PTB                 | 37.322 (0,64%)  |
| Vilmar Zanchin              | MDB           | MDB                      | 37.161 (0,64%)  |
| Gilberto Capoani            | MDB           | MDB                      | 37.058 (0,64%)  |
| Zé Nunes                    | PT            | PT                       | 36.982 (0,64%)  |
| Elizandro Sabino            | PTB           | PP / PTB                 | 36.033 (0,62%)  |
| Issur Koch                  | PP            | PP / PTB                 | 35.803 (0,62%)  |
| Gerson Burmann              | PDT           | PDT / PMB                | 35.136 (0,61%)  |
| Carlos Búrigo               | MDB           | MDB                      | 34.322 (0,59%)  |
| Frederico Antunes           | PP            | PP / PTB                 | 33.691 (0,58%)  |
| Patrícia Alba               | MDB           | MDB                      | 33.390 (0,58%)  |
| Sofia Cavedon               | PT            | PT                       | 32.969 (0,57%)  |
| Pedro Pereira               | PSDB          | PSDB / PPS / PHS / REDE  | 32.290 (0,56%)  |
| Fernando Marroni            | PT            | PT                       | 30.704 (0,53%)  |
| Beto Fantinel               | MDB           | MDB                      | 29.753 (0,51%)  |
| Mateus Wesp                 | PSDB          | PSDB / PPS / PHS / REDE  | 28.173 (0,49%)  |
| Thiago Duarte               | DEM           | PSL / DEM                | 27.907 (0,48%)  |
| Neri Andrade Pereira Júnior | Solidariedade | Solidariedade            | 27.808 (0,48%)  |
| Paparico Bacchi             | PL            | PSD / PATRI / PR         | 27.483 (0,47%)  |
| Dalciso Oliveira            | PSB           | PSB                      | 26.765 (0,46%)  |
| Rodrigo Maroni              | PROS          | PV / PPL / AVANTE / PODE | 26.449 (0,46%)  |
| Airton Lima                 | PL            | PSD / PATRI / PR         | 25.679 (0,44%)  |
| Luiz Marenco                | PDT           | PDT - PMB                | 24.607 (0,43%)  |
| Zilá Breitenbach            | PSDB          | PSDB / PPS / PHS / REDE  | 24.115 (0,42%)  |
| Faisal Karam                | PSDB          | PSDB / PPS / PHS / REDE  | 23.693 (0,41%)  |
| Eric Lins                   | DEM           | PSL / DEM                | 23.042 (0,40%)  |
| Clair Kuhn                  | MDB           | MDB                      | 22.759 (0,39%)  |
| Vilmar Lourenço             | PSL           | PSL / DEM                | 17.828 (0,31%)  |
| Capitão Macedo              | PSL           | PSL / DEM                | 17.592 (0,30%)  |
| Giuseppe Riesgo             | NOVO          | NOVO                     | 16.224 (0,28%)  |
| Francis Somensi             | Republicanos  | PRB                      | 15.404 (0,27%)  |

Deputados eleitos que não estão no mandato
| Nome                | Partido | Coligação proporcional  | Votos nominais | Motivo                                                                                |
| ------------------- | ------- | ----------------------- | -------------- | ------------------------------------------------------------------------------------- |
| Edson Brum          | MDB     | MDB                     | 43.836 (0,76%) | Secretário de Desenvolvimento Econômico do Rio Grande do Sul desde março de 2021      |
| Silvana Covatti     | PP      | PP / PTB                | 75.068 (1,30%) | Secretária da Agricultura , Pecuária e Desenvolvimento Regional desde março de 2021   |
| Juvir Costella      | MDB     | MDB                     | 42.066 (0,73%) | Secretário de Transportes do Rio Grande do Sul desde janeiro de 2019                  |
| Fábio Branco        | MDB     | MDB                     | 41.468 (0,72%) | Prefeito de Rio Grande desde janeiro de 2021                                          |
| Sebastião Melo      | MDB     | MDB                     | 34.881 (0,60%) | Prefeito de Porto Alegre desde janeiro de 2021                                        |
| Luiz Henrique Viana | PSDB    | PSDB / PPS / PHS / REDE | 25.629 (0,44%) | Secretário de Meio Ambiente e Infraestrutura do Rio Grande do Sul desde março de 2021 |